# Contemporary Arts Museum Houston
El Contemporary Arts Museum Houston (Museo de Arte Contemporáneo de Houston) es un museo en el Houston Museum District (EN, "Distrito de Museos"), Houston, Texas. Siete ciudadanos de Houston fundaron el museum en 1948. El primero edificio fue construido en 1950. Gunnar Birkerts (EN) diseñó el actual edificio del museo, y el actual edificio se abrió en 1972.